# ジェラルド・ロビンス
ジェラルド・ロビンス（Gerald Robbins, 1945年12月1日 - ）は、アメリカ出身のピアノ奏者。
ロサンゼルスの生まれ。5歳の時からピアノをはじめ、10歳でリサイタルを開くまでになった。15歳の時にはロサンジェルス・フィルハーモニックと共演している。南カリフォルニア大学で研鑽を積み、ヤッシャ・ハイフェッツのマスター・クラスでは助手としてピアノを弾いた。1969年にはヴァン・クライバーン国際ピアノ・コンクールで上位入賞を果たし、翌年のチャイコフスキー国際コンクールでもファイナリストに残った。以後、独奏者として世界各国で演奏活動を展開。また伴奏者としてもナタン・ミルシテイン、ピンカス・ズーカーマン、チョン・キョンファ等と共演している。